# Фернандес, Роммель
Роммель Фернандес Гутьеррес (исп. Rommel Fernández Gutiérrez; 15 января 1966, Панама — 6 мая 1993, Альбасете) — панамский футболист, нападающий. Является одним из лучших футболистов Панамы всех времён.

## Карьера
Роммель Фернандес родился в районе Эль Чорильо в городе Панаме. В возрасте 4-х лет он начал играть в футбол за молодёжный состав клуба «Плаза Альмадор», а в 15 лет перешёл в «Атлетико Панама». После двух лет выступлений за клуб «Альянса» Фернандес уехал в Испанию, где стал играть за «Тенерифе», выступающего во втором испанском дивизионе.
После не совсем удачного первого сезона в Испании, в котором панамец забил восемь голов, последовал второй сезон, в котором Фернандес отличился 19 раз, чем помог «Тенерифе» выйти в высший испанский дивизион, где Фернандес дебютировал 3 сентября 1989 года в матче с «Севильей». Роммель помог Тенерифе закрепиться в «Примере», а в сезоне 1990-1991 он был даже назван лучшим южноамериканским футболистом в Испании. После этого успеха он был куплен клубом «Валенсия» за 300 млн песет, которая искала напарника болгарину Пеневу. Но в «Валенсии» Фернандес не смог демонстрировать былую результативность и по окончании сезона был отдан в аренду в клуб «Альбасете», за который панамец провёл 18 матчей и забил 7 голов. Свой последний в жизни гол Фернандес забил в ворота своей бывшей команды «Тенерифе», этот мяч стал 50-м, забитым «Альбасете» в высшей лиге испанского чемпионата.
В сборной Панамы Фернандес начал играть в возрасте 20-ти лет, когда участвовал в поездке команды на турнир в Тенерифе, названный Мундиалито де Эмиграсион, где играли сборные команды, предки которых были испанцами, на этом соревновании Фернандеса и заметили руководители «Тенерифе». Последний матч за сборную Фернандес провёл 23 августа 1992 года в Коста-Рике, где панамцы разгромили «хозяев» со счётом 5:1.
Жизнь футболиста трагически оборвалась 6 мая 1993 года, когда автомобиль, управляемый Фернандесом, врезался в дерево. Роммель стал вторым игроком за всю историю «Валенсии», умершим с действующим контрактом с клубом. Каждый год 6 мая, в память о игроке, болельщики и руководители «Альбасете» относят цветы к монументу Curva Rommel (Кривая Роммеля), поставленной на улице Тинахерос, около дерева в которое врезался Фернандес. В «Тенерифе» в честь игрока было размещено керамическое изображение Фернандеса в окрестностях стадиона. В 1993 году главный стадион Панамы — Революсьон был назван именем Фернандеса. В 2006 году в Панаме, при поддержке «Тенерифе», была открыта футбольная школа, носящая имя Роммеля Фернандеса